# Омельникский сельский совет (Кременчугский район)
Омельникский сельский совет (укр. Омельницька сільська рада) — входит в состав Кременчугского района Полтавской области Украины.
Административный центр сельского совета находится в с. Омельник.

## Населённые пункты совета
- с. Омельник
- с. Варакуты
- с. Литвиненки
- с. Пустовиты
- с. Федоренки

## Ликвидированные населённые пункты совета
- с. Парижской Коммуны